# Albert Deullin

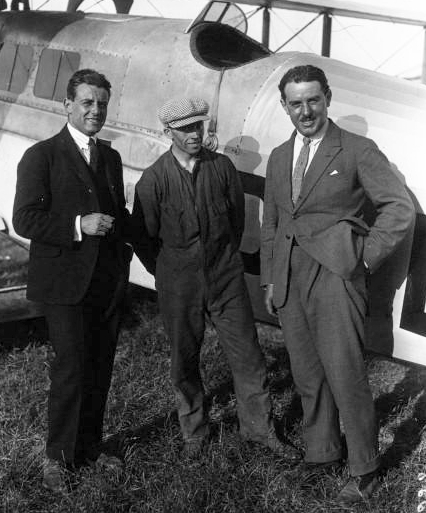
Albert Deullin (l.) mit Gustave Douchy (r.)

Albert Louis Deullin (* 24. August 1890 in Épernay; † 29. Mai 1923 in Villacoublay) war mit 20 bestätigten Luftsiegen einer der erfolgreichsten französischen Jagdflieger des Ersten Weltkriegs.

## Erster Weltkrieg
Deullin ging bereits im Alter von 16 Jahren zur Armee und zog im August 1914 als Sous-Lieutenant (Unterleutnant) mit dem 8. Dragoner-Regiment ins Feld.
Er ließ sich im April 1915 zur französischen Aviation militaire versetzen und erwarb im Juni 1915 seinen Pilotenschein auf einem Maurice-Farman-Schulflugzeug.
Danach kam er zunächst zur Escadrille MF 62. Er flog Aufklärungs-, Bomber- und Artilleriebeobachtungseinsätze. Bei dieser Einheit erzielte er am 10. Februar 1916 auch seinen ersten Luftsieg, wofür er am nächsten Tag mit der „Medaille de St. Georges“ ausgezeichnet wurde.
Danach wurde er zur Escadrille MS3 (nach Umrüstung auf Nieuports in N3 umbenannt) versetzt, wo er zwei weitere Luftsiege errang, aber am 2. April 1916 selbst verwundet wurde. Bereits nach zwei Wochen zu seiner Staffel zurückgekehrt, erzielte Deullin weitere Abschüsse, zwischen Februar und Juni insgesamt fünf.
Mit welcher Gnadenlosigkeit und Brutalität auch in der Luft gekämpft wurde, zeigt seine Notiz über den Abschuss eines feindlichen Fokker Eindeckers – geflogen von Erich Graf Holck – aus nur zehn Metern Schussentfernung: „Der Bursche wurde derartig durchlöchert, dass Blutspritzer meine Motorhaube, Cockpitfenster, Fliegerkappe und Fliegerbrille besprühten. Natürlich war der Absturz aus 2.600 m Höhe ein genussvoller Anblick.“ Deullin hatte diesen Angriff voller Zorn nach dem Tod seines über Verdun gefallenen Freundes Lieutenant Peretti geflogen.
Am 23. November 1916 schoss Deullin den Führer der Kampfstaffel 25 (Kampfgeschwader 5), Hauptmann Hans Linke, über dem Wald bei Vaux an der Verdun-Front ab.
Als Staffelführer mit inzwischen elf Abschüssen übernahm er im Februar 1917 die Escadrille de Chasse (Jagdstaffel) Spa 73, die mit SPAD S.VII ausgerüstet war.
Sein letzter Luftsieg ist am 19. Mai 1918 dokumentiert. Deullin erzielte insgesamt 20 bestätigte und fünf unbestätigte Abschüsse. Dreimal verwundet, wurde Capitaine Deullin am 4. Juni 1916 Ritter und 1918 Offizier der Ehrenlegion und erhielt das Croix de guerre 1914–1918 mit 13 Palmen und einem Stern.

## Nachkriegszeit
Nach dem Krieg gründete Deullin zusammen mit Lionel de Marmier, ebenfalls einem hochdekorierten französischem Jagdflieger, die Fluggesellschaft "Compagnie Franco-Roumaine" und wurde am 13. Oktober 1921 zusammen mit Marmier in Bukarest-Pipera vom rumänischen König Ferdinand persönlich empfangen.
Albert Deullin kam am 29. Mai 1923 in Villacoublay beim Probeflug mit einem neuen Kampfflugzeug vom Typ de Marçay 4 ums Leben.
Er wurde in seiner Heimatstadt Épernay beigesetzt, wo sein Grab heute noch erhalten ist.